# Dongyin
Dongyin (東引鄉S, Dōngyǐn XiāngP) è un comune di Taiwan, situato nella provincia di Fujian e nella contea di Lienchiang (isole Matsu).
Uno dei suoi edifici più noti è il faro di Dongyong.